# Музей истории города и флота
Музей истории города и флота — один из филиалов Североморского Музейно-выставочного комплекса, который находится на главной улице города − улице Сафонова. Музей расположен по адресу ул. Сафонова, д.15. Так же в него входят Выставочный зал (ул.Сафонова, д.22) и Отдел прикладного творчества и народных ремёсел (ул.Сафонова, д.5).
Музей истории города и флота открыт в городе Североморске 26 октября 1996 года.

## История и описание музея
Музей открыт в столице Северного флота по инициативе администрации ЗАТО г. Североморск.
В фондах музея собраны самые разнообразные экспонаты: документы и фотографии, награды и знамёна, картины и рисунки, модели кораблей, личные вещи североморцев. Музей располагает тремя залами: Боевой славы, городской экспозиции и выставочным.
Зал боевой славы рассказывает о далёком прошлом посёлка Ваенга, основанного в 1896—1897 годах, об истории создания Северной военной флотилии, о Северном флоте в годы Великой Отечественной войны, о героях-североморцах, чьими именами названы улицы города.
Экспонаты «городского» зала рассказывают о сегодняшнем дне столицы Северного флота, которая в 2006 году отметила свой 55-летний юбилей. Экспозиция музея посвящена истории строительства Североморска, деятельности различных городских предприятий, достижениям североморцев в сфере культуры, образования, спорта.
В выставочном зале регулярно проводятся передвижные выставки, экспонируются работы художников — профессионалов и любителей, мастеров художественной фотографии и декоративно-прикладного творчества. Здесь же проходят встречи с творческими людьми, художниками города.